# Bunothorax takasagoensis
Bunothorax takasagoensis là một loài bọ cánh cứng trong họ Cerambycidae.